# Bruno Eyron
Bruno Eyron, właśc.  Bruno Eierund (ur. 4 listopada 1964 w Lühnde w gminie Algermissen) – niemiecki aktor, prezenter, producent filmowy, pisarz i przedsiębiorca. 
Ukończył szkołę teatralną Vincent–Chase w Los Angeles i Herbert Berghof Studio w Nowym Jorku.

## Filmografia

### Filmy
- 1985: Die Küken kommen
- 1990: Na skrzydłach sławy (Wings of Fame)
- 1990: Druga prawda (Reversal of Fortune) jako Alfie von Auersberg
- 1997: 60 Minuten Todesangst (TV) jako Dominik Fellner
- 2002: Piekielna noc (Dienstreise – Was für eine Nacht, TV) jako partner kontraktowy Klausa–Dietera Lehmanna (Christoph Waltz)
- 2006: Spezialauftrag: Kindermädchen (TV) jako Günther
- 2008: Rebecca Ryman: Kto obiecuje miłość (Rebecca Ryman: Wer Liebe verspricht, TV) jako Freddie Birkhurst
- 2009: Randka na całe życie (Ein Date fürs Leben, TV) jako Oliver Schwartz
- 2013: Nach all den Jahren (TV) jako Konrad
- 2014: Coming In jako Sam
- 2015: Mu Tiya Mu: The Mysterious Melody jako Marcus
- 2017: Śnieżynka (Schneeflöckchen) jako Reinhart
- 2018: Ostatnia wieczerza (Das letzte Mahl) jako Aaron Glickstein
- 2019: Królowa dwunastu miesięcy (Das Märchen von den 12 Monaten, TV) jako Czerwiec
- 2021: Um die 50 (TV) jako Olaf
- 2024: Traumnovelle jako Słowik (Nachtigall)
- 2024: Münter & Kandinsky jako Jäger

### Seriale
- 1990: Sprawa dla dwóch (Ein Fall für zwei) jako Heinz Kramberg
- 1993: Tatort: Klassen-Kampf jako Robert Schneider
- 1995: Komisarz Rex – odc. „Zapach śmierci” („Der Duft des Todes”) jako Hubert Zauner
- 1998–2003: Balko (76 odcinków) jako detektyw Stefan Balko
- 2005–2006: Jednostka specjalna „Dunaj” (22 odcinki) jako major Christian Hennig
- 1995: Zakazana miłość (Verbotene Liebe) jako Gero von Sterneck
- 2007: Sprawa dla dwóch (Ein Fall für zwei) jako Chris
- 2009: Rejs ku szczęściu: Miesiąc miodowy na Florydzie (Kreuzfahrt ins Glück: Hochzeitsreise nach Florida) jako prof. Robert Grunert
- 2011: Krąg miłości (Familie Dr. Kleist)[2]
- 2011: Komisarz Rex – odc. „Minuty policzone” („Minuti contati”) jako Jean Pierre Rivet
- 2015: Jednostka X (X Company) jako Jurgen Keller
- 2017: Saga sycylijska (L’onore e il rispetto)
- 2018: Z boską pomocą (2 odcinki) jako Moritz van Halen